# ステラルーメン
ステラルーメン（Stellar, or Stellar Lumens）は、個人間での送金取引を円滑に行うために作られたプラットフォームである。独自のコンセンサスアルゴリズムであるSCP（Stellar ConsensusProtocol）が用いられている。ステラルーメンの送金は2~5秒ほどで行われる。活発な送金を促進するために、手数料が安く設定されており、0.00001XLM (約100万分の1ドル) の手数料で送金ができる。
Stellarプロトコルは、デラウェア州の非営利法人であるStellar Development Foundationによってサポートされているが、この組織は非課税ではなく、税金を支払っている。

## 歴史
Mt.GOXの創始者であるジェド・マケーレブの手によってネットワークシステム「Stellar」は作られた。ジェド・マケーレブは、αテスター募集のために「シークレットビットコインプロジェクト」と呼ばれるWebサイトを立ち上げ、正式な立ち上げの前にテストを行った。その後、StripeのCEOである「Patrick Collison」とともに、非営利団体「Stellar Development Foundation」を立ち上げた。Stellarは、Stripeから300万ドルのシード資金を受け取った。Stellarは、自国通貨であるstellarを使用した分散型決済ネットワークおよびプロトコルとしてリリースされた。
立ち上げ時、ネットワークには1,000億個のステラルーメンがあり、25パーセントは金融包摂に向けて働いている他の非営利団体に与えられたという。 
Stripeは、シード投資の見返りとして、最初のステラルーメンの2％または20億を受け取った。 
2014年8月には、ブラジル初の暗号資産取引所である「Mercado Bitcoin」にて、ステラルーメンネットワークを使用すると発表して、上場を果たす。
2015年1月にStellarプラットフォームの利用者は300万人を超え、時価総額15億円にまで上りつめた。2019年7月には日本大手暗号資産(仮想通貨)取引所であるCoincheckへの上場も果たした。
Stellar Development Foundationは、2015年4月に新しいコンセンサスアルゴリズムを備えたアップグレードされたプロトコルをリリースし、2015年11月に公開された。 新しいアルゴリズムは、スタンフォード大学のDavid Mazières教授によって作成された暗号通貨プロトコルであるSCPを使用した。
Stellarの営利事業体であるLightyear.ioは、同社の商業部門として2017年5月に立ち上げられた。  2017年9月、Stellarは、Stellar Partnership Grant Programの一部である福利厚生プログラムを発表。このプログラムは、プロジェクト開発のために最大200万ドル相当のLumensをパートナーに授与。 2018年9月、Lightyear CorporationはChain、Incを買収し、合併後の会社はInterstellarと名付けられた。現在では時価総額ランキング12位に位置付けしており、名目ともに主要仮想通貨の一つとみなされている。

## 仕組み

### アセットの発行
ステラルーメン上でアセットが発行できる。発行されたアセットはステラルーメンのネットワークの上で世界中を移動できる。ステラルーメンを使って世界中で決済できるようになる。

### マーケット
ステラルーメンのプラットフォームでは売り注文と買い注文を保存できる。ステラルーメン上で自動で処理されたり、分散型取引所で注文が可能となる。

## 今後
ステラルーメンはIBM社による国際送金に関するプロジェクトで国境をまたいだ決済を実現するのに使用されている。年中無休で素早く、安全で、手数料の安い決済が利用可能となる。

## 通貨単位
ステラルーメンの通貨単位は、「XLM（ルーメン）」である。

## XRPとの違い
XLMは送金取引を目的としたプロトコルであるため、同様のプロトコルであるリップルと比較されることが多い。リップルはXRPLedgerにて毎年発行するXRPの量を減少させているのに対して、XLMは毎年一定の量を発行している。XRPは会社間などの大きな取引にて使用することを目的としているのに対して、XLMは個人間での利用を目的としているため急騰急落などによってXLMの価格が大きく変化するのを防いでいる。
2019年10月29日UTC16時、Stellar（ステラ）ブロックチェーンはProtocol 12アップグレードを正常に完了し、ネイティブトークン「ステラ・ルーメン（XLM）」のインフレを事実上無効にした。

## ステラルーメンを利用している企業
- Tempo and Cowrie[21]
- SatoshiPay[21]
- Saldo[21]
- IBM[21]
- Bitbond[21]
- Nodle[21]
- SECURENCY[21]
- Wirex[21]

手数料は0.00001XEMである。